# El país de la canela
El país de la canela es una novela del escritor colombiano William Ospina, publicada en 2008 por el Grupo Editorial Norma y ganadora del Premio Rómulo Gallegos al año siguiente. La obra es la segunda de una trilogía de novelas sobre la conquista del Amazonas en el siglo XVI, iniciada con Ursúa (Alfaguara, 2005) y finalizada con La serpiente sin ojos (Modadori Colombia, 2012).
En la novela, el autor involucra al lector en la épica historia de la invasión y destrucción del imperio incaico, la muerte de sus dioses y el viaje al lugar que soñaron los protagonistas, usando para ello la carta poética de un testigo, escrita a la manera de los cronistas de las Indias.

## Trama
Un grupo de hombres, guiados al principio por Gonzalo Pizarro, emprende una expedición irracional en busca de un interminable bosque de canela. Este viaje se convertirá en una peligrosa aventura a través de la cordillera andina y una fantástica navegación por la gran serpiente del río Amazonas, por donde intentarán escapar de la selva.
Durante la expedición de 18 meses, el protagonista y narrador pasa hambre y todo tipo de penalidades, además de ser testigo de los peores abusos de los españoles.